# Cantemir
Cantemir es una comuna y localidad de Moldavia, centro administrativo del distrito (raión) homónimo.

## Geografía
Se encuentra a una altitud de 56 m s. n. m. a 121 km de la capital nacional, Chisináu.

## Demografía
En el censo 2014 el total de población de la localidad fue de 3 429 habitantes.